# Таон
Таонът или тау-лептон е елементарна частица от семейството на лептоните има съответно спин 1/2 и е фермион. Средното време на живот за таона е 2,9х10−13 s. Таонът е лептон от трето поколение – най-тежкият (с маса 1776 MeV или 3490 пъти по-тежък от електрона) след мюона – второ поколение (с маса 106 MeV или 207 пъти по-тежък от електрона) и електрона – първо поколение (най-лекия с маса 0,511 MeV). Таонът има отрицателен заряд. Античастицата на таона е антитаонът, с положителен заряд.
Таонът е открит през 1975 г. чрез линейния ускорител в Stanford Linear Accelerator Centre (Станфордски център с линеен ускорител), днес National Accelerator Laboratory (Национална ускорителна лаборатория) в Станфорд (Калифорния) от Мартин Пърл, лауреат на Нобелова награда.